# 김명철 (군인)
김명철(미상 ~ )은 조선민주주의인민공화국의 군인 겸 정치인이다. 당 검열위원회 위원이다.

## 경력
평양방어사령부 연대장을 지냈으며, 2013년 2월 조선 인민군 소장으로 승진했다. 2016년 5월 조선로동당 제7차 대회에서도 당 검열위원회 위원으로 연임되었다. 2019년 4월, 조선로동당 중앙위원회 제7기 제4차 전원회의에서 당중위원회 후보위원으로 선출되었다.